# Konosuba : Sois béni monde merveilleux !
Autre
Konosuba : Sois béni monde merveilleux ! (この素晴らしい世界に祝福を!, Kono subarashii sekai ni shukufuku o!, litt. « Une bénédiction pour ce monde merveilleux ! »), abrégée KonoSuba (このすば) ou encore, Shukufuku (祝福) par son auteur, est une série de light novel écrite par Natsume Akatsuki.
Celle-ci suit l'aventure d'un garçon qui est envoyé dans un monde fantastique après sa mort, formant une équipe à problèmes avec une déesse, une magicienne, et une croisée pour lutter contre les monstres.
Démarrant comme étant une websérie publiée sur Shōsetsuka ni narō entre décembre 2012 et octobre 2013, la série a été revue en light novels avec des illustrations de Kurone Mishima, dont dix-sept volumes sont publiées entre octobre 2013 et mai 2020 chez Kadokawa sous sa marque de publication, Kadokawa Sneaker Bunko. Une adaptation en manga, dessinée par Masahito Watari, est prépubliée dans le Monthly Dragon Age à partir d'octobre 2014. Les versions françaises du light novel et du manga sont publiées par Meian à partir de juin 2020.
La série reçoit également une adaptation télévisée en anime par Studio Deen qui est diffusée au Japon entre janvier et mars 2016, et une deuxième saison est diffusée entre janvier et mars 2017. Un film d'animation, intitulé Kono subarashii sekai ni shukufuku o! Kurenai densetsu (この素晴らしい世界に祝福を！紅伝説), par le studio d'animation J. C. Staff est sorti le 30 août 2019 au Japon. Un nouveau projet d'animation, intitulé Kono subarashii sekai ni shukufuku o! Shinsaku Anime (この素晴らしい世界に祝福を! 新作アニメ), est diffusé entre le 6 avril et le 2 juin 2023. La troisième saison est diffusée entre le 10 avril et le 19 juin 2024.
Différents produits dérivés de KonoSuba ont vu le jour notamment des séries dérivées de light novel et mangas ainsi que des jeux vidéo.

## Histoire

### Synopsis
Après une mort prématurée et assez embarrassante, Kazuma Satō, un adolescent japonais hikikomori passionné de jeux vidéo, rencontre une déesse de l'eau nommée Aqua, qui lui propose de se réincarner dans un autre monde avec des règles de JDRMM, où il pourra ainsi partir à l'aventure et combattre contre des monstres. Bien qu'on lui propose de choisir un objet divin ou une capacité surpuissante à emporter avec lui dans ce nouveau monde, Kazuma, à la suite de l'attitude désobligeante de la déesse et d'une provocation, la choisit malgré elle pour l'accompagner dans la ville pour débutants d'Axel, où il constate rapidement que le manque de jugeote ainsi que la futilité d'Aqua lui sont très peu bénéfiques.
Avec cette dernière, incapable de revenir dans son plan d'origine jusqu'à ce que le Roi-Démon soit battu, les deux forment une équipe à la guilde locale pour aventuriers, Kazuma comme aventurier et elle en tant qu'archiprêtresse, et recrutent deux autres membres : une archimage chūnibyō obsessionnelle de la magie explosive, Megumin ; et une croisée masochiste qui ne touche jamais ses cibles, Darkness.
En raison des capacités anormales de ce groupe insolite, Kazuma renonce rapidement à l'idée de vaincre le Roi-Démon et tente de suivre un style de vie luxueux : néanmoins, les circonstances forcent son équipe à rencontrer et combattre ses généraux.

## Production et supports

### Light novel
La websérie originale rédigée par Natsume Akatsuki a été publiée sur Shōsetsuka ni narō entre décembre 2012 et octobre 2013,. Akatsuki, qui aimait jouer à des jeux vidéo fantastiques comme Wizardry et Final Fantasy, a également tiré de nombreux éléments de fantasy présent dans KonoSuba des jeux de rôle de table.
Une version light novel avec des illustrations de Kurone Mishima a commencé à être publiée par la maison d'édition Kadokawa sous sa marque de publication Kadokawa Sneaker Bunko depuis 1er octobre 2013 ; le 17e et dernier volume est publié le 1er mai 2020. À partir du sixième volume, l'adaptation diverge considérablement de l'intrigue de la websérie, et comporte également des changements aux âges des personnages[réf. nécessaire].
Une version française du light novel éditée par Meian est annoncée pour le 13 avril 2023. Il s'agit de la première collection de light novel de l'éditeur.
Une série dérivée de light novel intitulée Kono subarashii sekai ni bakuen wo! (この素晴らしい世界に爆焔を!, litt. « Une explosion pour ce monde merveilleux ! »), également écrite et illustrée respectivement par Akatsuki et Mishima, a été publiée en trois volumes entre le 1er juillet 2014 et le 1er juin 2015. L'histoire se déroule une année avant celle de la série principale et se concentre sur les personnages de Megumin et de Yunyun. Un volume faisant office de suite, intitulé Zoku - Kono subarashii sekai ni bakuen wo! (続・この素晴らしい世界に爆焔を！, litt. « Une explosion pour ce monde merveilleux - La suite ! »), est publié le 28 décembre 2016.
L'auteur a également écrit un autre spin-off mettant en vedette Wiz et Vanir qui est publiée depuis le 1er avril 2016, intitulée Kono kamen no akuma ni sōdan o! (この仮面の悪魔に相談を！, litt. « Une consultation avec ce démon masqué ! »), une histoire qu'il a rédigé 3 ans auparavant.
Un quatrième light novel, intitulé Kono subarashii sekai ni shukufuku o! Extra ano orokamono ni mo kyakkō o! (この素晴らしい世界に祝福を！エクストラ あの愚か者にも脚光を！, Kono subarashii sekai ni shukufuku o! Ekusutora ano orokamono ni mo kyakkō o!, litt. « Une bénédiction pour ce monde merveilleux ! Une attention supplémentaire à cet imbécile ! ») est publié depuis le 1er août 2017. Celui-ci est écrit par Hirukuma et illustré par Uihime Hagure. Elle est composée au total de sept volumes dont le dernier est publié en mai 2020.

### Bande dessinée
Une adaptation de Konosuba en manga, dessinée par Masahito Watari, a commencé à être prépubliée dans le numéro d'octobre 2014 du magazine Monthly Dragon Age du Fujimi Shobo le 9 septembre 2014. Vingt-et-un volumes tankōbon ont été publiés depuis le 9 juillet 2025. En mars 2020, la maison d'édition Meian a annoncé l'obtention de la série en français sur l'émission Manga Sûr diffusée sur LeStream et dont la publication serait prévue pour fin 2020 ; Konosuba : Sois béni monde merveilleux ! sera officiellement publiée avec ses deux premiers volumes à partir de juin 2020.
Le dérivé Kono subarashii sekai ni bakuen wo! (この素晴らしい世界に爆焔を!) est également adapté en manga, dessiné par Kasumi Morino, il est prépublié entre les numéros de juillet 2016 et de février 2018 du magazine Monthly Comic Alive de l'éditeur Media Factory, respectivement sortis le 27 mai 2016 et le 27 décembre 2017,. Les cinq volumes sont disponibles depuis le 23 janvier 2018. Fin décembre 2017, il a été révélé que Kasumi Morino adapterait également dans le même magazine le volume faisant suite à cette série à partir de janvier 2018,. Zoku - Kono subarashii sekai ni bakuen wo! (続・この素晴らしい世界に爆焔を！) est officiellement lancé dans le numéro d'avril 2018, paru le 27 février 2018, ; celui-ci se conclura dans le numéro de septembre 2020, prévu le 27 juin 2020. Le premier volume tankōbon est publié en août 2018 ; trois volumes ont été publiés à ce jour.
Kono subarashii sekai ni shukufuku o! Kappo re! (この素晴らしい世界に祝福を！ かっぽれ！), publiée du 12 août 2016 au 28 avril 2017 sur le site web Comic Clear de Kadokawa, est une autre série spin-off de manga comique et au format quatre cases dessinée par Zunda Korokke. On y retrouve les personnages de la série en SD se faisant des gags à suspense. Celle-ci est composée de deux volumes tankōbon.
Une quatrième série de manga, intitulée Kono subarashii sekai ni nichijō o! (この素晴らしい世界に日常を！, litt. « Un quotidien dans ce monde merveilleux ! »), était simultanément publiée dans le magazine Monthly Comic Alive et sur le site web ComicWalker de Kadokawa entre le 27 septembre 2016 et le 26 août 2017,,. Dessinée par Somemiya Suzume, elle relate la vie quotidienne du groupe de Kazuma. Elle est composée de deux volumes tankōbon. Six chapitres supplémentaires sont publiés dans le Comic Alive entre les numéros de juillet 2019 et de décembre 2019, respectivement sortis entre le 27 mai et le 26 octobre 2019,.
Annoncé dans le numéro de février 2018 du magazine Monthly Comic Alive, publié le 27 décembre 2017, l'adaptation du roman Kono kamen no akuma ni sōdan o! (この仮面の悪魔に相談を！) est lancée dans le numéro d'avril 2018 qui est sorti le 27 février 2018,. Celle-ci est aussi dessinée par Suzume Somemiya. Elle est composée au total de deux volumes tankōbon.
Également publié le 27 décembre 2017, le numéro de février 2018 du magazine Monthly Shōnen Ace de Kadokawa Shoten a annoncé que Tamako Buta réalise l'adaptation du spin-off Kono subarashii sekai ni shukufuku o! Extra ano orokamono ni mo kyakkō o! (この素晴らしい世界に祝福を！エクストラ あの愚か者にも脚光を！) et dont la publication a débuté depuis le numéro de mars 2018, paru le 26 janvier 2018,,. Le dernier chapitre a été publié dans le numéro de mars 2020, sorti le 24 janvier 2020. Un premier volume tankōbon est publié en novembre 2018 ; la série est composée au total de deux volumes tankōbon.

### Adaptation animée

#### Séries télévisées
Annoncée en mai 2015 par Sneaker Bunko, une adaptation animée télévisuelle est produite par Studio Deen,. Celle-ci a été diffusée sur Tokyo MX entre le 14 janvier et le 16 mars 2016, et un plus tard sur huit autres chaînes et plusieurs réseaux de vidéo à la demande en streaming.
La série est réalisée par Takaomi Kanasaki et écrite par Makoto Uezu. KonoSuba a été animé par Koichi Kikuta et Momoka Komatsu, le premier travaillant sur les épisodes impairs et le dernier sur les pairs. Bien que les chara designs de Komatsu ressemblent beaucoup à ceux des light novel et aient eu des apparences plus attrayantes, Kikuta a basé ses conceptions sur des émissions pour enfants comme Pokémon en estimant que l'histoire de KonoSuba était similaire à ce genre d'émissions.
Il a été révélé en mars 2016 sur Twitter qu'une seconde saison de la série anime était en cours de production,. Celle-ci est diffusée entre le 11 janvier et le 16 mars 2017 au Japon sur les mêmes chaines et réseaux que la première saison.
Une vidéo d'animation originale (OAV) a été livrée avec l'édition limitée du neuvième volume du light novel de KonoSuba en juin 2016. Un OAV est vendu avec l'édition limitée du douzième volume du light novel lors de sa publication le 24 juillet 2017.
Un projet d'animation incursive entre KonoSuba, Yōjo Senki, Overlord et Re:Zero a été annoncé en octobre 2018 via l'ouverture d'un site dédié. Intitulé Isekai Quartet (異世界かるてっと, Isekai Karutetto), il est diffusé au Japon depuis le 10 avril et le 26 juin 2019 sur Tokyo MX, et un peu plus tard sur MBS, BS11, AT-X et TVA.
Le 18 juillet 2021, le compte Twitter de Konosuba annonce la production de deux nouveaux projets d'animation,. Le 28 mai 2022, il est confirmé que les deux projet seront: une troisième saison pour l'œuvre principale, ainsi que l'adaptation du spin-off Kono subarashii sekai ni bakuen wo!. Les deux série sont produite par le studio Drive et réalisé par Yujiro Abe, tandis que Takaomi Kanasaki est réalisateur en chef, le reste du staff est quant à lui inchangé. L'animé Kono subarashii sekai ni bakuen wo! est diffusée du 6 avril au 22 juin 2023 sur Tokyo MX,. La troisième saison est diffusée du 10 avril au 19 juin 2024 au Japon sur Tokyo MX et d'autres chaînes.
Depuis le 16 février 2023, Crunchyroll propose l'animé dans tous les pays francophones. Une version française est également diffusée par la plateforme,, celle-ci est dirigée par Enzo Ratsito (saison 1) , et Khaoula Aaba,, par des dialogues adaptés de Mélanie Decouzon.
Le 23 octobre 2024, c'est au tour du spin-off Bakuen de bénéficier d'une version française doublée, dirigée par Alice Orsat, sur des dialogues adaptés par Sébastien Montagne et Maude Gillet.

#### Film d'animation
Un nouveau projet animé a été annoncé en juillet 2017 lors d'une émission de radio d'HiBiKi par les seiyū Jun Fukushima et Rie Takahashi, qui doublent respectivement Kazuma et Megumin,,. En juin 2018, le site officiel de l'anime a révélé qu'il s'agit d'un film d'animation produit par le studio J. C. Staff avec le personnel de la série télévisée. Les seiyū reprennent également leurs rôles. Celui-ci est annoncé pour 2019 et s'intitule Kono subarashii sekai ni shukufuku o! Kurenai densetsu (この素晴らしい世界に祝福を！紅伝説, litt. « Une bénédiction pour ce monde merveilleux ! La Légende cramoisie »). Il est sorti le 30 août 2019 dans les salles japonaises. Des projections du film employant la technologie 4DX ont lieu depuis le 5 octobre 2019.
Le long métrage sort le 7 novembre 2019 à Hong Kong via le distributeur Neofilms. Crunchyroll, en partenariat avec Fathom Events, diffuse le film dans plus de 600 cinémas aux États-Unis le 12 novembre 2019. Il sort le 15 novembre 2019 à Taïwan. Anime Limited a projeté le film à travers différents cinémas britanniques uniquement le 12 janvier 2020. Le distributeur Odex a confirmé la sortie du film en Asie du Sud-Est à des dates différentes selon les territoires : le 8 février 2020 en Indonésie, le 27 février à Singapour, le 4 mars aux Philippines et le 5 mars 2020 en Malaisie.

#### Musique
Le compositeur attitré de la franchise animée est Masato Kōda.

##### Génériques
Toutes les musiques des génériques d'ouverture de l'adaptation animée sont interprétées par Machico,.
Celles des génériques de fermeture, quant à elles, sont toutes interprétées ensemble par les seiyū féminins principaux (Sora Amamiya, Rie Takahashi et Ai Kayano) dans leur rôle respectif (Aqua, Megumin et Darkness),. En plus de leurs versions courtes et instrumentales, chaque musique possède également des versions alternatives.
| Générique                        | Début                                                                          | Début      | Fin                                                                                                | Fin |
| Générique                        | Titre                                                                          | Artiste(s) | Titre                                                                                              | Artiste(s) |
| -------------------------------- | ------------------------------------------------------------------------------ | ---------- | -------------------------------------------------------------------------------------------------- | --- |
| 1res saison et OVA               | fantastic dreamer (litt. « Rêveur fantastique »)                               | Machico    | Chiisana boukensha (ちいさな冒険者, litt. « Petit Aventurier »)                                    | Aqua (Sora Amamiya), Megumin (Rie Takahashi) et Darkness (Ai Kayano) (アクア(CV:雨宮天)、めぐみん(CV:高橋李依)、ダクネス(CV:茅野愛衣)) |
| 2des saison et OVA               | TOMORROW (litt. « Demain »)                                                    | Machico    | Ouchi ni kaeritai (お家に帰りたい, litt. « Voulant rentrer à la maison »)                          | Aqua (Sora Amamiya), Megumin (Rie Takahashi) et Darkness (Ai Kayano) (アクア(CV:雨宮天)、めぐみん(CV:高橋李依)、ダクネス(CV:茅野愛衣)) |
| Film sous-titré Kurenai densetsu | 1 Milli Symphony (1ミリ Symphony, 1-Miri Symphony, litt. « Symphonie d'1 mm ») | Machico    | My Home Town (マイ・ホーム・タウン, Mai Hōmu Taun, litt. « Ma ville natale »)                      | Aqua (Sora Amamiya), Megumin (Rie Takahashi) et Darkness (Ai Kayano) (アクア(CV:雨宮天)、めぐみん(CV:高橋李依)、ダクネス(CV:茅野愛衣)) |
| 3des saison                      | Growing Up (litt. « Grandir »)                                                 | Machico    | Ano Hi no Mama no Bokura (あの 費 の ママ の 僕ら, litt. « Nous sommes la mère de cette dépense ») | Aqua (Sora Amamiya), Megumin (Rie Takahashi) et Darkness (Ai Kayano) (アクア(CV:雨宮天)、めぐみん(CV:高橋李依)、ダクネス(CV:茅野愛衣)) |

##### Bande originale
La composition des bandes originales de l'adaptation animée est assurée par Masato Kōda.

### Doublage
|                       | Voix japonaise                                          | Voix française                                                               |
| --------------------- | ------------------------------------------------------- | ---------------------------------------------------------------------------- |
| Kazuma Satō           | Ryōta Ōsaka (ja) (drama CD) Jun Fukushima (ja) (anime), | Bastien Bourlé,                                                              |
| Aqua                  | Kaori Fukuhara (ja) (drama CD) Sora Amamiya (anime),    | Lisa Caruso,                                                                 |
| Megumin               | Maaya Uchida (drama CD) Rie Takahashi (anime),          | Clara Quilichini,                                                            |
| Darkness              | Marina Inoue (drama CD) Ai Kayano (anime),              | Lila Lacombe,                                                                |
| Verdia                | Hiroki Yasumoto,                                        | Simon Herlin,                                                                |
| Wiz                   | Saori Hayami (drama CD) Yui Horie (anime),              | Charlotte Hervieux                                                           |
| Vanir                 | Masakazu Nishida (ja)                                   | Alexis Tomassian                                                             |
| Hans                  | Kenjiro Tsuda                                           | Julien Kramer                                                                |
| Sylvia                | Akeno Watanabe                                          | Dorothée Pousseo                                                             |
| Wolbach               | Yūko Kaida                                              | Yaëlle Labartino Estelle Dehon (spin-off)                                    |
| Eris                  | Ayaka Suwa (ja)                                         | Geneviève Doang,                                                             |
| Chris                 | Ayaka Suwa (ja),                                        | Geneviève Doang,                                                             |
| Yunyun                | Kana Hanazawa (drama CD) Aki Toyosaki (anime),          | Kaïna Blada                                                                  |
| Kyōya Mitsurugi       | Takuya Eguchi,                                          | Yoann Sover,                                                                 |
| Dust                  | Junji Majima                                            | Enzo Ratsito (saison 1) Morgan Sarpaux (saison 2) Sébastien Minéo (saison 3) |
| Luna                  | Sayuri Hara (ja),                                       | Amandine Hauguel,                                                            |
| Sena                  | Hitomi Nabatame (ja)                                    | Diane Kristanek,                                                             |
| Alderp Alexei Barnes  | Takashi Nagasako                                        | Emmanuel Jacomy                                                              |
| Walther Alexei Barnes | Kaito Ishikawa                                          | Stevie Tomi                                                                  |
| Iris                  | Kanon Takao (ja)                                        | Maryne Bertieaux                                                             |
| Komekko               | Akeno Watanabe                                          | Yaëlle Labartino (film), Rune Carmes (spin-off)                              |
| Hyoizaburō            | Hiroki Takahashi                                        | Philippe Roullier                                                            |
| Yuiyui                | Mamiko Noto                                             | Lou Viguier                                                                  |
| Chef                  | Tsuguo Mogami (ja)                                      |                                                                              |
| Arue                  | Kaori Nazuka                                            | Julie Mouchel                                                                |
| Funifura              | Miyu Tomita                                             | Coralie Thuilier (film) Caroline Combes (spin-off)                           |
| Dodonko               | Sayumi Suzushiro                                        | Melissa Berard                                                               |
| Bukkororii            | Yoshiki Nakajima (ja)                                   | Glen Hervé                                                                   |
| Nerimaki              | Shizuka Ishigami (ja)                                   | Ophélie Bernard                                                              |
| Pucchin               | Mitsuhiro Sakamaki (ja)                                 | David Kruger (film) Pierre-François Pistorio (spin-off)                      |
| Soketto               | Miki Hase (ja)                                          | Yaëlle Labartino                                                             |
| Chekera               | Shouto Kashī (ja)                                       | Arnaud Laurent                                                               |
| Chakamiya             | Hirō Sasaki (ja)                                        | Jean-Stan Du Pac                                                             |
| Voyou                 | Tetsu Inada,                                            | Bruno Méyère,                                                                |
| Lan                   | Chinatsu Akasaki                                        | Alice Orsat                                                                  |
| Le Roi-Démon          |                                                         |                                                                              |

 Version française
- Studios de doublage : Crunchyroll Production France (saisons 1 et 2, film et spin-off)[59],[83],[61] puis Deluxe Media Paris (saison 3)[88]
- Direction artistique : Enzo Ratsito (co-direction saison 1)[59], Khaoula Aaba (co-direction saison 1, saison 2 et film)[59],[83],[85], Alice Orsat (saison 3 et spin-off)[61],[88]
- Adaptation des dialogues : Mélanie Decouzon (saisons 1 à 3)[59],[83],[88], Sara Correia (film)[85], Sébastien Montagne et Maude Gillet (spin-off)[61]

### Jeux vidéo

#### Pour consoles
Une adaptation en visual novel développée par 5pb. pour la PS Vita et PS4, intitulée Kono subarashii sekai ni shukufuku o! -Kono yokubukai game ni shinpan o!- (この素晴らしい世界に祝福を！ -この欲深いゲームに審判を！-, litt. « Une bénédiction pour ce monde merveilleux ! Jugement pour ce jeu gourmand ! »), est sortie le 7 septembre 2017. Le jeu présente une histoire originale avec un système tout aussi original appelé « Jugement des sous-vêtements ». Tout comme pour l'anime, Machico a réalisé l'opening Million Smile, tandis qu'Amamiya, Takahashi et Kayano ont interprété l'ending du jeu 101 Hikime no Hitsuji (101匹目の羊).
Lors d'une présentation au Festival du 30e anniversaire de Kadokawa Sneaker Bunko, le 4 novembre 2018, il a été révélé que la franchise est de nouveau adaptée en un Dungeon-RPG pour la PS Vita et PS4 par le développeur Entergram. Machico a réalisé la chanson thème du jeu, intitulée STAND UP!. Intitulé Kono subarashii sekai ni shukufuku o!: Kibō no meikyū tsudoishi bōkensha-tachi (この素晴らしい世界に祝福を！～希望の迷宮と集いし冒険者たち～, litt. « Le labyrinthe de l'espoir et la rencontre d'aventuriers »), il est commercialisé à partir du 27 juin 2019 en une version standard et une limitée qui comprendra une jaquette spéciale et du contenu supplémentaire. Toutes les versions contiendront aussi le mini-jeu Kono subarashii sekai ni shukufuku o! Kono damegami ni kyōiku o! (この素晴らしい世界に祝福を！～この駄女神に教育を！～, litt. « Éduquez cette déesse sans espoir ! »). Entergram a annoncé fin mai 2020 une version améliorée du jeu, sous le titre Kono subarashii sekai ni shukufuku o!: Kibō no meikyū tsudoishi bōkensha-tachi - Plus (この素晴らしい世界に祝福を！～希望の迷宮と集いし冒険者たち～Plus), qui comportera de « nouveaux éléments ». Le jeu est prévu au Japon le 27 août 2020 pour la PlayStation 4 et la Nintendo Switch. Il sortira dans deux éditions dont l'illustration de la jaquette est différente selon l'édition, et l'édition limitée comportera des costumes supplémentaires pour les personnages féminins dans le jeu, un étui transparent résistant à l'eau et une serviette,.
Le 18 juin 2020, le studio de développement 5pb. et sa société mère et éditeur de jeux vidéo Mages ont annoncé le développement d'un jeu d'aventure entièrement doublé pour la PlayStation 4 et la Nintendo Switch, prévu pour le 24 septembre 2020. Intitulée Kono subarashii sekai ni shukufuku o!: Kono yokubō no ishō ni chōai o! (この素晴らしい世界に祝福を！ ～この欲望の衣装に寵愛を！～), le jeu aura un scénario inédit qui tourne autour de la réalisation de quêtes et de la collecte de matériaux pour fabriquer des vêtements qui répondent aux désirs des trois héroïnes principales dont leurs personnalités ont été inversées à cause d'un objet magique maudit que Kazuma a trouvé au début du jeu.

#### Autres
Un jeu vidéo sur PC est développé par le créateur Tachi, intitulé Kono subarashii sekai ni shukufuku o! In the life (この素晴らしい世界に祝福を！in the life, litt. « Une bénédiction pour ce monde merveilleux ! dans la vie »), il est livré avec le premier volume Blu-ray/DVD de la série anime le 25 mars 2016. Le jeu est développé à l'aide du logiciel RPG Maker VX. Un autre jeu vidéo créé par le même développeur, intitulé Kono subarashii sekai ni shukufuku o! Fukatsu no Berudia (この素晴らしい世界に祝福を！復活のベルディア, litt. « Une bénédiction pour ce monde merveilleux ! Le Réveil de Verdia »), est livré avec l'édition limitée du premier volume Blu-ray/DVD de la deuxième saison de la série anime, sortie le 28 avril 2017.
Un jeu de réalité virtuelle de type bishōjo, intitulé KonoSuba kaimin VR (このすば快眠VR), permet au joueur d'interagir avec Megumin qui initiera à ce dernier au yoga avec différentes postures pour « détendre son corps et son esprit afin de les relaxer avant d'aller au lit »,,. Annoncé en mi-avril 2018, le jeu est développé par Gugenka en collaboration avec Lenovo sur leur casque Mirage Solo équipé de la plateforme Daydream de Google et ainsi que certains appareils fonctionnant sous Android,. Il est présenté lors du Tokyo Game Show 2018. Celui-ci est sorti le 29 mars 2019.
Développé et édité par Sumzap, un jeu mobile de type RPG est sorti le 27 février 2020 au Japon ; celui-ci, intitulé Kono subarashii sekai ni shukufuku o! Fantastic Days (この素晴らしい世界に祝福を！ファンタスティックデイズ, litt. « Des jours fantastiques ») a une histoire originale entièrement doublée et les joueurs pourront former des groupes avec des personnages familiers et participer à des combats.

### Autres
Un drama CD, avec des doubleurs différents de ceux de l'anime, est publié par HobiRecords le 1er mars 2015. Un second drama CD, avec une bande originale originale de Kōda Masato et un album de character song, est sorti en mars 2017.

## Accueil
Les light novel KonoSuba connaissent une certaine popularité. En mars 2016, la série, qui comptait encore 11 volumes, a engrangé un total de 1,5 million d'exemplaires imprimés, chaque volume vendant 136 000 exemplaires. En février 2017, les light novel ont eu trois millions d'exemplaires imprimés. Dans une analyse du premier roman, Andy Hanley a salué la comédie de la série reflétée dans le « genre fatigué » ainsi que ses personnages les trouvant attrayants en fonction de leurs traits. Cependant, Hanley a critiqué la courte durée du premier volume. La série a remporté le Grand Prix du BookWalker de 2016.
À l'instar de son équivalent light novel, la série anime a reçu une réception positive pour sa comédie, la parodie du sous-genre « piégé dans un monde de fantasy » et une adaptation fidèle des light novel. En examinant les premiers épisodes, Theron Martin d'Anime News Network (ANN) a décrit le deuxième épisode comme « l'épisode le plus drôle d'anime que j'ai vu depuis la diffusion de Gekkan Shōjo Nozaki-kun », tout en louant la bande originale de la série. Le doublage a également fait l'objet de louanges ; Nick Creamer d'ANN a félicité Sora Amamiya et Rie Takahashi pour leurs rôles respectifs d'Aqua et Megumin et de leur énergie fournie dans leurs interprétations, tandis que Martin a applaudi Jun Fukushima pour son travail en doublant Kazuma, considérant son ton sec comme un facteur supplémentaire dans l'humour de la série.
En revanche, une critique commune de l'anime était son animation de personnage incohérente, qui était décrite comme étant de « faible budget » car les personnages apparaissaient disproportionnés. Koichi Kikuta a répondu en déclarant qu'un tel design était intentionnel, dans l'espoir de « faire ressortir l'individualité de chaque personnage » plutôt que les belles illustrations des light novel ; pour ce faire, l'animation de Kikuta a mis en avant « leurs côtés les plus humains, comme leurs traits peu flatteurs et leurs moments de difficulté ». Kim Morrissy de Crunchyroll considérait l'animation comme étant humoristique, particulièrement adéquat pour un anime comique. Le rédacteur de Kotaku Richard Eisenbeis a expliqué qu'une grande partie de l'humour de la série découle de la déconstruction des espoirs de Kazuma de devenir le héros d'un monde de fantasy et de réaliser qu'il est obligé de se frayer un chemin à travers le monde. En comparant les problèmes de Kazuma dans un monde de fantasy à ceux de la vie réelle, Creamer a écrit sur le sens de la relation qui pourrait exister entre les protagonistes de la série et le public car le groupe traite des problèmes tels que la dette et les emplois douteux pour un salaire élevé. Sur une note critique, Creamer a désapprouvé l'attitude négative de Kazuma, en ayant le sentiment que Kazuma nuit à la comédie de la série.
Les personnages de KonoSuba, en particulier ceux du groupe de Kazuma, ont gagné des opinions favorables dans la communauté d'anime. Creamer a décrit le groupe comme possédant une « chimie étrange mais attachante » car les membres ne sont pas amicaux les uns avec les autres mais sont tout de même proches. Morrissy a ajouté que le « lien émotionnel du groupe est également évident dans la manière dont ils interagissent les uns avec les autres. Mon aspect préféré de l'anime est qu'il faut du temps pour dessiner ces nuances hors de l'écran et les exprimer avec un flair visuel». Megumin, en particulier, a été considéré comme l'un des personnages les plus populaires de la série, remportant le sondage officiel du Sneaker Bunko sur le personnage préféré de KonoSuba. Elle a également été la sixième ayant reçu le plus de votes dans les prix 2015-16 du Newtype pour le « Meilleur personnage féminin » (Kazuma était troisième dans la catégorie masculine) et a reçu le plus de votes « Autres » dans la catégorie « Meilleure fille » lors de l'Anime Awards 2016 de Crunchyroll,. Dans une interview accordée à une personnalité d'Internet, The Anime Man, Natsume Akatsuki a décrit Megumin comme dégageant une « atmosphère pure et élégante » comme l'une des héroïnes ou waifu, d'où sa popularité parmi les fans.
En 2016, l'anime a été élu la dixième meilleure série télévisée anime dans les Newtype 2015-16 Awards. KonoSuba a également terminé à la deuxième place de la « Meilleure comédie » lors des Anime Awards 2016 face à Sakamoto, pour vous servir !.
Il a été annoncé en fin juillet 2017 que plus de 4 millions d'exemplaires de la série des light novel de KonoSuba ont été vendus au total.
Lors de l'Anime Awards 2017 de Crunchyroll, la deuxième saison de KonoSuba a été nommée dans la catégorie « Meilleure comédie » et Kazuma dans celle du « Meilleur garçon »,.
Fin mars 2018, la série des light novel a dépassé les 6,5 millions de copies vendues au total. Entre novembre 2017 et octobre 2018, la série principale de light novel est la 3e la plus vendue dans le classement général des ventes de Book Walker. La série principale de light novel s'est écoulée en 630 889 exemplaires et se classe second parmi celles les plus vendus au Japon en 2018, selon une liste qui couvre les ventes sondées du 20 novembre 2017 au 18 novembre 2018.
En février 2019, le tirage de la série s'élève à 8,5 millions d'exemplaires. La série a atteint les 9 millions de copies en novembre 2019.
Pour son weekend d'ouverture, le film Kono subarashii sekai ni shukufuku o! Kurenai densetsu se place 8e au box-office japonais en étant projeté dans 100 salles et rapporté 200 millions de yens,. Pour son deuxième weekend, le long-métrage termine à la 9e place du box-office. Le film a quitté le top 10 lors de son troisième weekend, mais a tout de même rapporté 56 273 900 yens sur les trois jours, pour un total cumulé de 510 601 900 yens. Sur les deux jours de projections aux États-Unis, Kurenai densetsu a rapporté au total 1 134 786 dollars.
Pour la première moitié de 2020, l'Oricon indique que la série est la 8e des light novel les plus vendus sur des ventes de 18 novembre 2019 au 17 mai 2020 avec un total de 223 657 exemplaires, dont le 17e volume a écoulé 79 137 copies, qui est 10e du classement par volume sur la même période.

### Annotations
1. ↑  La série est programmée pour la nuit du 9 avril 2019 à 0 h 30, soit le 10 avril à 0 h 30 JST.